# Observatori d'ones gravitacionals

Diagrama esquemàtic d'un interferòmetre làser.

Un detector d'ones gravitacionals (utilitzat en un observatori d'ones gravitacionals) és qualsevol dispositiu dissenyat per mesurar petites distorsions de l'espai-temps anomenades ones gravitacionals. Des de la dècada de 1960, s'han construït i millorat constantment diversos tipus de detectors d'ones gravitacionals. La generació actual d'interferòmetres làser ha assolit la sensibilitat necessària per detectar ones gravitatòries de fonts astronòmiques, formant així l'eina principal de l'astronomia d'ones gravitacionals.
La primera observació directa d'ones gravitatòries es va fer el setembre de 2015 pels observatoris Advanced LIGO, detectant ones gravitacionals amb longituds d'ona d'uns pocs milers de quilòmetres a partir d'un binari de fusió de forats negres estel·lars. El juny de 2023, quatre col·laboracions de matrius de temporització de púlsars van presentar la primera evidència sòlida d'un fons d'ona gravitatòria de longituds d'ona que abasta anys llum, molt probablement de molts binaris de forats negres supermassius.

## Repte
La detecció directa d'ones gravitatòries es complica per l'efecte extraordinàriament petit que produeixen les ones en un detector. L'amplitud d'una ona esfèrica cau com a inversa de la distància des de la font. Així, fins i tot les ones de sistemes extrems, com ara la fusió de forats negres binaris, s'extingeixen a una amplitud molt petita quan arriben a la Terra. Els astrofísics van predir que algunes ones gravitacionals que travessen la Terra podrien produir un moviment diferencial de l'ordre 10−18m en un instrument de mida LIGO.

## Antenes de massa ressonant
Un dispositiu senzill per detectar el moviment d'ona esperat s'anomena antena de massa ressonant: un cos de metall gran i sòlid aïllat de les vibracions exteriors. Aquest tipus d'instrument va ser el primer tipus de detector d'ones gravitacionals. Les tensions a l'espai a causa d'una ona gravitatòria incident exciten la freqüència de ressonància del cos i, per tant, podrien ser amplificades fins a nivells detectables. És concebible que una supernova propera sigui prou forta per ser vista sense amplificació de ressonància. Tanmateix, fins al 2018, no s'ha fet cap observació d'ones gravitacionals que hauria estat àmpliament acceptada per la comunitat investigadora en cap tipus d'antena de massa ressonant, malgrat certes afirmacions d'observació dels investigadors que operen les antenes.
Hi ha tres tipus d'antenes de massa ressonant que s'han construït: antenes de barra a temperatura ambient, antenes de barra refrigerades criogènicament i antenes esfèriques refrigerades criogènicament.
El tipus més antic va ser l'antena en forma de barra a temperatura ambient anomenada barra de Weber; aquests van ser dominants a les dècades de 1960 i 1970 i molts es van construir arreu del món. Weber i alguns altres van afirmar a finals dels anys 60 i principis dels 70 que aquests dispositius detectaven ones gravitatòries; tanmateix, altres experimentadors no van poder detectar ones gravitacionals utilitzant-les, i es va desenvolupar un consens que les barres de Weber no serien un mitjà pràctic per detectar ones gravitacionals.
La segona generació d'antenes de massa ressonant, desenvolupada als anys 80 i 90, van ser les antenes de barres criogèniques que també s'anomenen barres Weber. A la dècada de 1990 hi havia cinc antenes de barres criogèniques principals: AURIGA (Pàdua, Itàlia), NAUTILUS (Roma, Itàlia), EXPLORER (CERN, Suïssa), ALLEGRO (Louisiana, EUA) i NIOBE (Perth, Austràlia). El 1997, aquestes cinc antenes dirigides per quatre grups de recerca van formar la Col·laboració Internacional d'Esdeveniments Gravitacionals (IGEC) per a la col·laboració. Tot i que hi va haver diversos casos de desviacions inexplicables del senyal de fons, no hi va haver casos confirmats d'observació d'ones gravitatòries amb aquests detectors.
A la dècada de 1980, també hi havia una antena de barra criogènica anomenada ALTAIR, que, juntament amb una antena de barra a temperatura ambient anomenada GEOGRAV, es va construir a Itàlia com a prototip d'antenes de barra posteriors. Els operadors del detector GEOGRAV van afirmar haver observat ones gravitacionals procedents de la supernova SN1987A (juntament amb una altra antena de barra a temperatura ambient), però aquestes afirmacions no van ser adoptades per la comunitat més àmplia.
Aquestes formes criogèniques modernes de la barra Weber funcionaven amb dispositius d'interferència quàntica superconductora per detectar vibracions (ALLEGRO, per exemple). Alguns d'ells van continuar en funcionament després que les antenes interferomètriques van començar a assolir sensibilitat astrofísica, com AURIGA, un detector d'ones gravitacionals de barra cilíndrica ressonant ultracriogènica amb seu a l'INFN a Itàlia. Els equips AURIGA i LIGO van col·laborar en observacions conjuntes.
A la dècada del 2000, va sorgir la tercera generació d'antenes de massa ressonant, les antenes criogèniques esfèriques. Al voltant de l'any 2000 es van proposar quatre antenes esfèriques i dues d'elles es van construir com a versions reduïdes, les altres es van cancel·lar. Les antenes proposades eren GRAIL (Països Baixos, reduït a MiniGRAIL), TIGA (EUA, petits prototips fets), SFERA (Itàlia) i Graviton (Brasil, reduït a Mario Schenberg).
Les dues antenes reduïdes, MiniGRAIL i Mario Schenberg, tenen un disseny similar i funcionen com un esforç col·laboratiu. MiniGRAIL té la seu a la Universitat de Leiden i consta d'un 1,150 mecanitzat amb precisió esfera refrigerada criogènicament a 20 mK (−273,1300 °C; −459,6340 °F). La configuració esfèrica permet una sensibilitat igual en totes les direccions i és una mica més senzill experimentalment que els dispositius lineals més grans que requereixen un buit elevat. Els esdeveniments es detecten mesurant la deformació de l'esfera del detector. MiniGRAIL és molt sensible en l'interval 2-4kHz, adequat per detectar ones gravitatòries d'estrelles de neutrons en rotació o fusions de petits forats negres.

## Interferòmetres làser
Un detector més sensible utilitza interferometria làser per mesurar el moviment induït per ones gravitatòries entre masses "lliures" separades. Això permet separar les masses per grans distàncies (augmentant la mida del senyal); Un altre avantatge és que és sensible a una àmplia gamma de freqüències (no només les properes a una ressonància com és el cas de les barres de Weber). Els interferòmetres terrestres ja estan operatius.
Actualment, l'interferòmetre làser terrestre més sensible és LIGO, el Laser Interferometer Gravitational Wave Observatory. LIGO és famós com el lloc de les primeres deteccions confirmades d'ones gravitatòries el 2015. LIGO té dos detectors: un a Livingston, Louisiana; l'altre al lloc de Hanford a Richland, Washington. Cadascun consta de dos braços d'emmagatzematge de llum que són 4 km de llargada. Aquests són als angles de 90 grau entre si, amb la llum passant per 1 m (3 peus 3 in) tubs de buit de diàmetre que recorren els 4 quilometres (2.5 mi). Una ona gravitatòria que passa estirarà lleugerament un braç mentre escurça l'altre. Aquest és precisament el moviment al qual és més sensible un interferòmetre de Michelson.

Funcionament simplificat d'un observatori d'ones gravitacionals:Figura 1: Un divisor de feix (línia verda) divideix la llum coherent (del quadre blanc) en dos feixs que es reflecteixen als miralls (oblongs cians); només es mostra un feix sortint i reflectit a cada braç, i separat per a més claredat. Els feixos reflectits es recombinen i es detecta un patró d'interferència (cercle morat).Figura 2: Una ona gravitatòria (groga) que passa pel braç esquerre canvia la seva longitud i, per tant, el patró d'interferència.

## Matrius de temporització de pulsars
Un enfocament diferent per detectar ones gravitacionals és utilitzat per les matrius de temporització de púlsars, com ara l'European Pulsar Timing Array, l'Observatori nord-americà de nanohertz per a les ones gravitacionals, i el Parkes Pulsar Timing Array. Aquests projectes proposen detectar ones gravitacionals observant l'efecte que aquestes ones tenen sobre els senyals entrants d'una matriu de púlsars de 20 a 50 mil·lisegons coneguts. A mesura que una ona gravitatòria que travessa la Terra contrau l'espai en una direcció i l'expandeix en una altra, els temps d'arribada dels senyals del púlsar des d'aquestes direccions es desplacen corresponentment. Mitjançant l'estudi d'un conjunt fix de púlsars al cel, aquestes matrius haurien de ser capaços de detectar ones gravitatòries en el rang de nanohertz. S'espera que aquests senyals siguin emesos per parells de forats negres supermassius fusionats.

## Fons còsmic de microones
El fons còsmic de microones, la radiació que queda de quan l'Univers es va refredar prou perquè es formessin els primers àtoms, pot contenir l'empremta d'ones gravitatòries de l'Univers molt primerenc. La radiació de microones està polaritzada. El patró de polarització es pot dividir en dues classes anomenades modes E i modes B. Això és en analogia amb l'electrostàtica on el camp elèctric (camp E ) té un rínxol que s'esvaeix i el camp magnètic (camp B ) té una divergència desapareguda. Els modes E es poden crear mitjançant una varietat de processos, però els modes B només es poden produir mitjançant lents gravitacionals, ones gravitacionals o dispersió de la pols.